# Васил Расолков
 Тази статия е за дупнишкия просветен деец.  За българския футболист вижте Васил Разсолков (футболист).  
Васил Захариев Расолков или Разсолков е български просветен деец и публицист.

## Биография
Роден е през 1841 година в Дупница, тогава в Османската империя. Следва медицина в Хайделбергския университет, вероятно и философия до 1872 година. Главен учител е в Русе през учебната 1872/1873 година. Сътрудничи на списание „Училище“ (1873 – 1874). Спомоществовател е на книгата „Черковно богословие“, преведена от З. Петров и Й. Наумов. Председател е на Самоковския епархийски учителски събор през 1874 година.
Расолков е дългогодишен учител в София. През 1877 година става учител в Горна Джумая, а на следващата година е назначен за председател на Окръжния съдебен съвет в града. Прави проучвания на българския фолклор. Умира през 1923 година и е погребан в Централните софийски гробища.